# Трясохвіст бурий

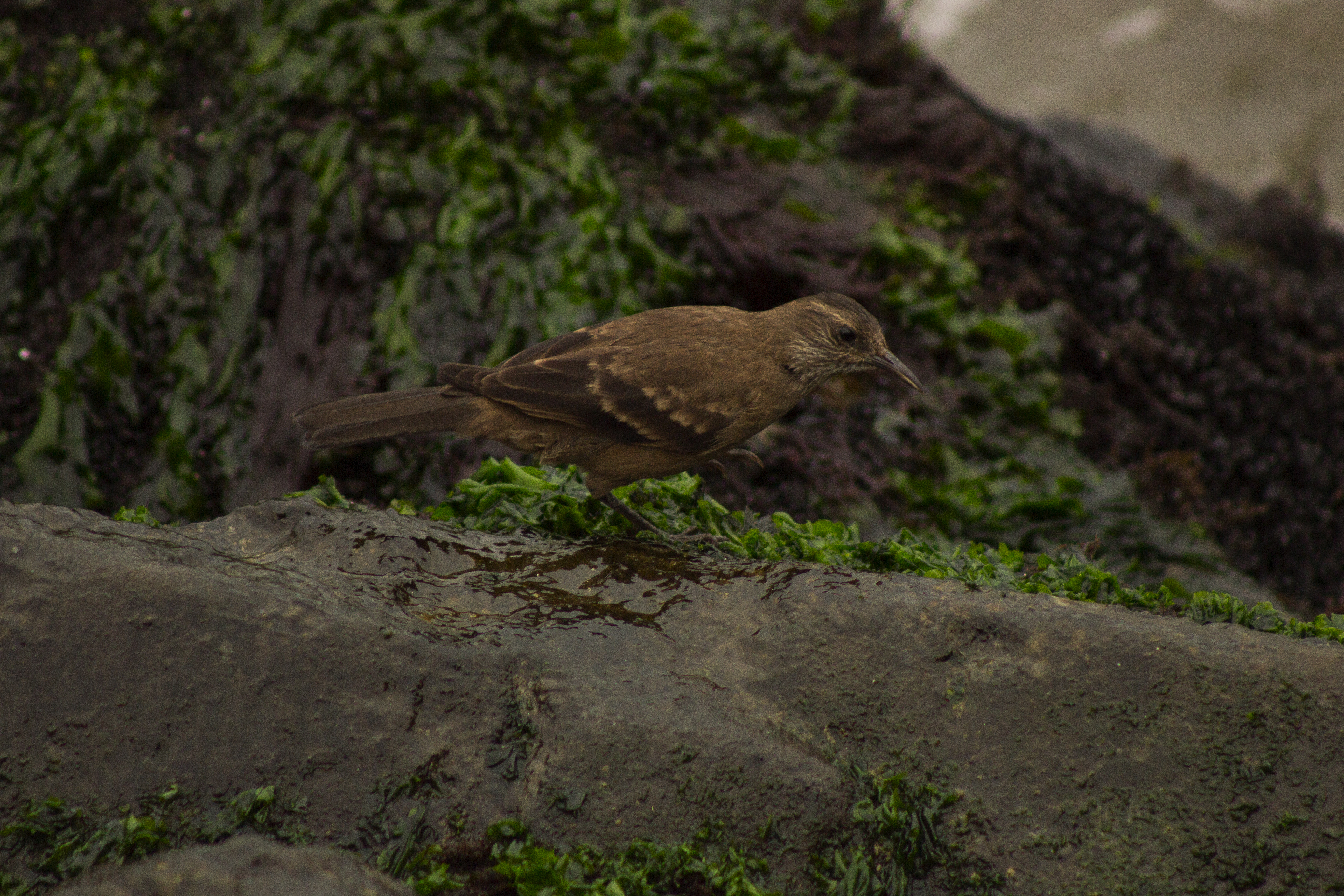
Бурий трясохвіст

Трясохві́ст бурий (Cinclodes taczanowskii) — вид горобцеподібних птахів родини горнерових (Furnariidae). Ендемік Перу. Вид названий на честь польського зоолога Владислава Тачановського (1819—1890).

## Поширення і екологія
Бурі трясохвости мешкають на скелястому тихоокеанському узбережжі Перу, від Анкаша на півночі до Такни на півдні. Живляться безхребетними, зокрема молюсками, крабами і рівноногими. Зустрічаються поодинці або парами. Це досить поширений вид в межах свого ареалу.